# Delphine et Carole, insoumuses
Pour plus de détails, voir Fiche technique et Distribution.
Delphine et Carole, insoumuses est un film français réalisé par Callisto McNulty et sorti en 2021.

## Synopsis
Portrait, composé pour l'essentiel d'images vidéo des années 70, de la documentariste Carole Roussopoulos et de l’actrice et réalisatrice Delphine Seyrig qui, avec la réalisatrice Ioana Wieder, ont fondé en 1975 le collectif Les Insoumuses puis, en 1982, le Centre audiovisuel Simone-de-Beauvoir dont la mission était de mettre « au cœur de leurs objectifs la conservation et la création des documents audiovisuels qui ont alors pu être recensés concernant l’histoire des femmes, leurs droits, leurs luttes, leurs créations ».

## Fiche technique
- Titre : Delphine et Carole, insoumuses
- Réalisation : Callisto McNulty
- Scénario : Callisto McNulty, Alexandra Roussopoulos et Géronimo Roussopoulos
- Son : Philippe Ciompi
- Montage : Josiane Zardoya
- Musique : Manu Sauvage
- Production : Les Films de la Butte
- Pays :  France
- Genre : documentaire
- Durée : 68 minutes
- Date de sortie : France - 6 octobre 2021[1]

## Distinctions

### Récompenses
- Prix du groupement national des cinémas de recherche (GNCR) au FIDMarseille 2019[2]
- Prix du public au Festival international de films de femmes de Créteil 2019
- Prix du Syndicat français de la critique de cinéma et des films de télévision 2019 (Prix télévision du meilleur documentaire)
- Grand prix de Genève au Festival du film et forum international sur les droits humains de Genève 2020

### Sélections
- Festival international du film de Lisbonne Doclisboa 2019
- Berlinale 2019 (forum)
- Viennale 2019